# Justine Dufour-Lapointe
Justine Dufour-Lapointe (Montréal, 25 marzo 1994) è una sciatrice freestyle canadese, specialista delle gobbe e del freeride.
È la sorella minore di Maxime e Chloé Dufour-Lapointe, a loro volta sciatrici freestyle di alto livello.

## Biografia
Attiva in gare FIS dal 2006 e specializzata nelle gobbe, Dufour-Lapointe ha esordito in Coppa del Mondo l'11 dicembre 2010 a Ruka, classificandosi 5ª nella gara vinta dalla statunitense Hannah Kearney. Ha ottenuto il primo podio il 15 dicembre successivo a Méribel, giungendo 3ª alle spalle della kazaka Julija Galyševa e della stessa Kearney, e la prima vittoria il 15 gennaio 2011 a Mont Gabriel.
In carriera ha preso parte a tre edizioni dei Giochi olimpici invernali, Soči 2014, vincendo la medaglia d'oro nelle gobbe davanti alla sorella Chloé, Pyeongchang 2018, vincendo l'argento sempre nelle gobbe e Pechino 2022, classificandosi 20ª nelle gobbe. Ha inoltre partecipato a cinque edizioni dei campionati mondiali, conquistando quattro medaglie: il bronzo nelle gobbe a Voss-Myrkdalen 2013, l'oro nelle gobbe e l'argento nelle gobbe in parallelo a Kreischberg 2015 e il bronzo nelle gobbe a Sierra Nevada 2017.

## Palmarès

### Olimpiadi
- 2 medaglie:
  - 1 oro (gobbe a Soči 2014)
  - 1 argento (gobbe a Pyeongchang 2018)

### Mondiali
- 4 medaglie:
  - 1 oro (gobbe a Kreischberg 2015)
  - 1 argento (gobbe in parallelo a Kreischberg 2015)
  - 2 bronzi (gobbe a Voss 2013, gobbe a Sierra Nevada 2017)

### Coppa del Mondo
- Miglior piazzamento in classifica generale: 3ª nel 2014
- 49 podi:
  - 15 vittorie
  - 19 secondi posti
  - 15 terzi posti

#### Coppa del Mondo - vittorie
| Data            | Luogo          | Paese       | Disciplina |
| --------------- | -------------- | ----------- | ---------- |
| 15 gennaio 2011 | Mont Gabriel   | Canada      | DM         |
| 18 marzo 2012   | Megève         | Francia     | DM         |
| 26 gennaio 2013 | Calgary        | Canada      | MO         |
| 4 gennaio 2014  | Calgary        | Canada      | MO         |
| 15 gennaio 2014 | Lake Placid    | Stati Uniti | MO         |
| 1º marzo 2014   | Inawashiro     | Giappone    | MO         |
| 15 marzo 2014   | Voss-Myrkdalen | Norvegia    | MO         |
| 10 gennaio 2015 | Deer Valley    | Stati Uniti | DM         |
| 29 gennaio 2015 | Lake Placid    | Stati Uniti | MO         |
| 23 gennaio 2016 | Val Saint-Côme | Canada      | MO         |
| 4 febbraio 2016 | Deer Valley    | Stati Uniti | MO         |
| 6 febbraio 2016 | Deer Valley    | Stati Uniti | DM         |
| 21 gennaio 2017 | Val Saint-Côme | Canada      | MO         |
| 20 gennaio 2018 | Tremblant      | Canada      | MO         |
| 8 febbraio 2020 | Deer Valley    | Stati Uniti | DM         |

Legenda:

MO = gobbe

DM = gobbe in parallelo

### Freeride World Tour
- Vincitrice della classifica di sci freestyle nel 2023

#### Freeride World Tour - vittorie
| Data             | Luogo          | Paese   |
| ---------------- | -------------- | ------- |
| 1º febbraio 2023 | Ordino Arcalís | Spagna  |
| 10-16 marzo 2023 | Fieberbrunn    | Austria |